# St. Laurentius (Lauter)

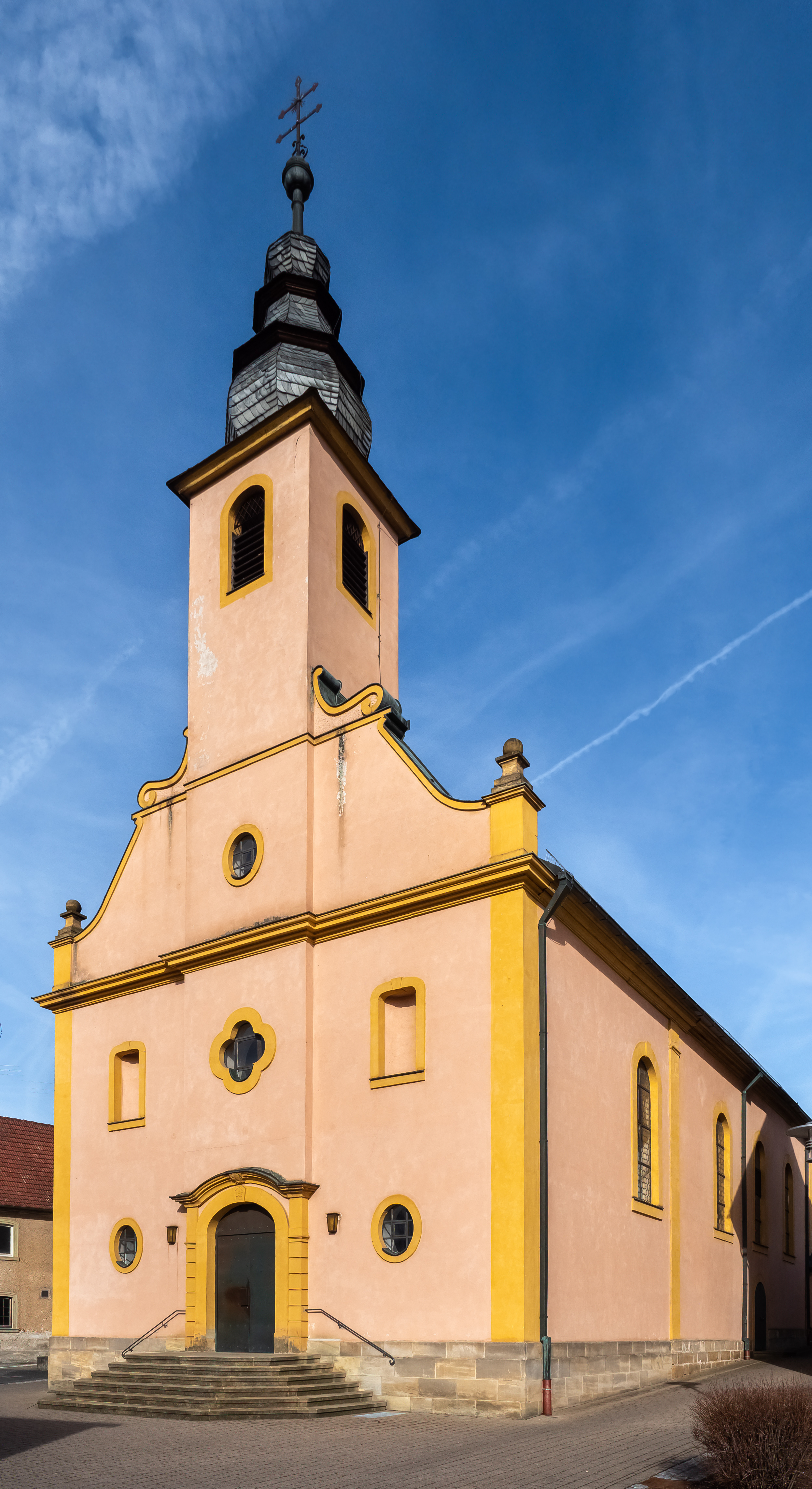
St. Laurentius (Lauter)

Die römisch-katholische, denkmalgeschützte Pfarrkirche St. Laurentius steht in Lauter, einer Gemeinde im oberfränkischen Landkreis Bamberg (Bayern). Die Ersterwähnung einer Kirche in Lauter vom 25. Februar 1486 ist die Bestätigung der Stiftung einer Frühmesse durch den Würzburger Bischof Rudolf II. von Scherenberg. Die Pfarrei gehört zur Pfarreiengemeinschaft  St. Christophorus im Baunach-, Itz- und Lautergrund (Baunach) im Dekanat Haßberge des Bistums Würzburg.

## Beschreibung
Die Saalkirche wurde, nachdem der baufällige Vorgängerbau abgerissen war, 1768–76 nach einem Entwurf von Christian Weyrauther erbaut. Sie besteht aus einem mit einem Satteldach bedeckten Langhaus, das 1963/64 verlängert wurde, und einem eingezogenen Chor mit 5/8-Schluss im Norden und der Sakristei an seiner Ostwand. Über dem Volutengiebel des Fassadenturms im Süden erhebt sich ein quadratisches Geschoss, das hinter den Klangarkaden den Glockenstuhl beherbergt. Darauf sitzt eine schiefergedeckte Welsche Haube. Die 1964 von Otto Hoffmann gebaute Orgel hat 16 Register, zwei Manuale und Pedal.